# VeriChip
Der VeriChip (Produktbezeichnung: VeriMed) war ein passiver RFID-Transponder, der sich zur Implantierung in Lebewesen eignet. Hergestellt wurde er bis 2010 von PositiveID.

## Beschreibung
Der Transponder befindet sich in einem etwa 12 mm langen und 2 mm dicken Glaszylinder, der beim Menschen üblicherweise oberhalb des Trizeps unter die Haut des rechten Armes implantiert wird. Ebenfalls gebräuchlich ist die Einpflanzung in die Hautfalte zwischen Daumen und Zeigefinger. Das Ein- und Herausoperieren geschieht unter lokaler Betäubung und kann problemlos ambulant erfolgen. Der Chip ist mit bloßem Auge von außen nicht sichtbar. Der Chip kann auch außerhalb des Körpers, als Bestandteil von Uhren oder Schmuck, getragen werden; so ist er im Bedarfsfall leicht abzulegen. Da der Transponder mittels Induktion mit Energie versorgt wird, benötigt er keine Batterien. Wird der Chip auf der richtigen Frequenz angesprochen, antwortet er mit einer eindeutigen sechzehnstelligen Nummernfolge, die den Träger des Chips in einer Datenbank identifizieren kann. So können beispielsweise Zugangsberechtigungen abgefragt werden oder auf medizinische oder andere Unterlagen zur Person zugegriffen werden.
Der VeriChip ist der erste RFID-Chip, der von der US-amerikanischen Food and Drug Administration für den Implantationseinsatz am Menschen zugelassen wurde. Die FDA-Zulassung erfolgte 2002.
Bis zum Januar 2006 hatten 68 Krankenhäuser in den Vereinigten Staaten Verträge unterzeichnet, um die neue Technologie in ihren Notfallaufnahmen nutzen zu können. Allerdings haben einige von ihnen ihre Versuche wegen mangelnder Akzeptanz auf Patientenseite und wegen der möglichen Verletzung der Privatsphäre bereits wieder aufgegeben. Das Unternehmen schätzt, dass weltweit etwa 2000 Personen einen VeriChip tragen. Am 10. Februar 2006 verwendete erstmals ein Überwachungsunternehmen in Cincinnati VeriChips, um den Zugang zu ihrem Rechenzentrum zu steuern.

## Kritik

### Gesundheitliche Bedenken
Der Chip als Implantat steht im Verdacht, Krebs hervorzurufen. Bei Versuchstieren (Mäuse und Ratten), denen der Chip zu Studienzwecken implantiert wurde, hat sich Tumorgewebe um den Chip gebildet. Die Herstellerfirma verweist darauf, dass nicht zwingend von den Versuchstieren auf den Menschen geschlossen werden könne.

### Privatsphäre, Datenschutz
Verletzung der Privatsphäre durch Behörden: Datenschützer haben sich gegen den VeriChip gewandt und vor möglichem Missbrauch der „Schnüffelchips“ gewarnt. Behörden würden in die Lage versetzt, die Bewegung eines Einzelnen auch gegen seinen Willen zu überwachen, wie sie es mit Mobiltelefonen und öffentlichen Überwachungskameras bereits täten. Bei ausreichender Verbreitung implantierter Chips könnten sie dazu an öffentlichen Plätzen Lesegeräte aufstellen. Unter dem Vorwand der Terrorismusbekämpfung habe die Stadt New York bereits andere Arten von Sensoren auf ihren Straßen und Untergrundbahnen installiert, ohne dass sie dies öffentlich gemacht habe.
Diesem Einwand kann dadurch teilweise begegnet werden, dass der Chip oft nicht eingepflanzt, sondern lediglich außerhalb des Körpers getragen wird und in dem Fall somit abgelegt werden kann. Allerdings kann der Träger während der Erfüllung seiner Aufgaben, ohne dass er es will, überwacht werden.
Identitätsdiebstahl: Die auf dem Chip gespeicherte Information kann leicht ausgelesen und gestohlen werden. Private Informationen können missbraucht werden. Allerdings bestimmt der Anwender Art und Inhalt der gespeicherten Daten.
Für jedermann zugänglich: Das VeriChip-RFID-Implantat hat sich als unsicher erwiesen. Die im Chip gespeicherte Zeichenfolge ist unverschlüsselt und kann von jedermann ohne Erlaubnis oder Passwort ausgelesen werden. Ein implantierter VeriChip wurde im Januar 2006 zu Demonstrationszwecken geklont. Anleitungen zum Klonen von VeriChips sind im Internet verfügbar.